# Palaiópyrgos (ort i Grekland, Thessalien, Nomós Larísis)
Palaiópyrgos är en ort i Grekland.   Den ligger i prefekturen Nomós Larísis och regionen Thessalien, i den centrala delen av landet, 230 km norr om huvudstaden Aten. Palaiópyrgos ligger 3 meter över havet och antalet invånare är 292.
Terrängen runt Palaiópyrgos är varierad. Havet är nära Palaiópyrgos åt nordost.  Närmaste större samhälle är Pyrgetós, 7,6 km väster om Palaiópyrgos. I omgivningarna runt Palaiópyrgos växer i huvudsak blandskog.